# Eric Stough
Eric Stough, född 31 juli 1972 i Evergreen, Colorado, är en amerikansk animatör och TV-producent. Han träffade Trey Parker under tiden de gick på high school och tillsammans skapade de kortfilmer och uppträdde i pjäser. Matt Stone var med i en av Stoughs kortfilmer kallad The Diner under tiden gick på universitet i Colorado. Innan Stough började arbeta med South Park tillsammans med Parker och Stone hade han praktikplatser på The Jim Henson Company och The Walt Disney Company. Rollfiguren Butters Stotch i South Park är inspirerad av Stough, mest för sin vänlighet och sin timida personlighet. Stough har även medverkat under produktionen av filmerna South Park: Bigger Longer & Uncut, Orgazmo, Team America samt musikalen The Book of Mormon.